# Estación Calchín
Calchín es una estación ferroviaria ubicada en la localidad del mismo nombre, departamento Río Segundo, Provincia de Córdoba, Argentina.

## Servicios
La estación corresponde al Ferrocarril General Bartolomé Mitre de la red ferroviaria argentina. No presta servicios de pasajeros ni de cargas.